# Гаусфельд-штрасе (станція метро)
48°14′00″ пн. ш. 16°29′08″ сх. д. / 48.2334° пн. ш. 16.4856° сх. д.

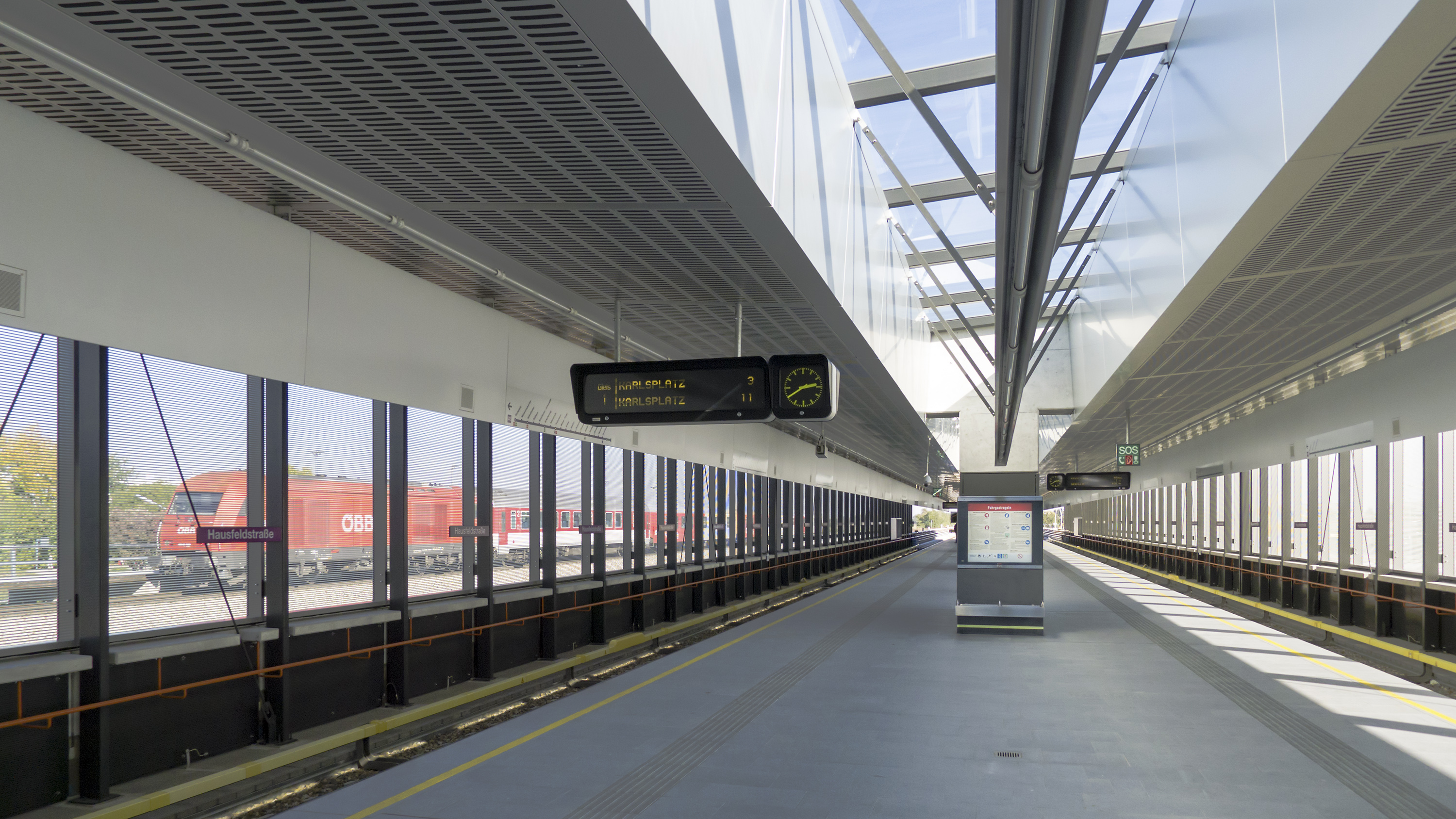
Платформи станції

«Гаусфельд-штрасе» (нім. Hausfeldstraße; в перекладі — Гаусфельдська вулиця) — станція Віденського метрополітену, розміщена на лінії U2 між станціями «Асперн-Норд» і «Асперн-штрасе». Відкрита 5 жовтня 2013 року у складі дільниці «Асперн-штрасе» — «Зеєштадт».
Розташована в 22-му районі Відня (Донауштадт), поруч із однойменним залізничним зупинним пунктом.